# Enrico Panzacchi
(Enrico Panzacchi, Serenitas (Lyrica), 13-16)
Enrico Panzacchi (Ozzano dell'Emilia, 16 dicembre 1840 – Bologna, 5 ottobre 1904) è stato un poeta, critico d'arte, politico critico musicale italiano, nonché oratore e prosatore.

## Biografia
Enrico Panzacchi nacque sulle colline di Ozzano, in Emilia, nel 1840 da Maria Labanti e da Patrizio, fattore ed amministratore delle tenute di casa Malvezzi de Medici. Due anni dopo si trasferì con il padre a Bologna dove compì gli studi in seminario (il solo organo d'istruzione media in passato), sotto la guida di Francesco Battaglini, futuro cardinale e arcivescovo. Si iscrisse alla Facoltà di Giurisprudenza a Bologna, che abbandonò per passare a quella di Lettere a Pisa, ove si laureò nel 1865 in filologia. Alessandro D'Ancona e Pasquale Villari furono suoi più pregevoli insegnanti.  L'anno dopo fu nominato professore di storia al liceo Azuni di Sassari.
Insegnò Belle Arti all'Università di Bologna e fu deputato e sottosegretario alla Pubblica Istruzione. Assieme a Olindo Guerrini e a Giosuè Carducci formò il cosiddetto triumvirato bolognese. Fondò e diresse riviste, tra le quali spiccano Lettere e Arti -in cui apparve di Carducci l'ode A una bottiglia di Valtellina- e Rivista bolognese di scienze, lettere, arti e scuola. Fu tra i più assidui collaboratori culturali del Corriere della Sera, ove firmò articoli sin dall'aprile 1876, un mese dopo la fondazione del quotidiano.
Dal termine di codesto decennio, s'avviò la sua migliore produzione, lirica in primis ma con felici incursioni anche in ambito narrativo. 
"Buon conoscitore della poesia romantica francese (tradusse anche da Coppée) e della lezione tedesca di Heine, diede il meglio di sé nelle poesie brevi, nei componimenti rapidi e concentrati, quasi canzonette, sentimentali e intensamente musicali, vive di delicati spunti impressionistici" (Loris Marchetti).
Nei primordi del sorgere in Francia, auspice Moreas nell'orma di Verlaine critico, la scuola del simbolismo, Panzacchi elaborava il suo saggio (poi confluito, a fine secolo, in Morti e viventi) su Baudelaire, Gautier e i Simbolisti, col rinvenire in questi più prossimi novatori tracce, tuttavia, di vaghezza crepuscolare. Eterogenesi dei fini abnorme, rispetto ai destini letterari d'acchito vocatisi, a un livello affine a quello del Panzacchi,  alla ripetizione della poetica del 'Leone di Valdicastello', la scelta del seme, di poesia recondita ch'egli, valorizzandone a momento un'intrinseca ulteriore proprietà, allora traeva a miglior coscienza critica e così avrebbe attecchito tanto su sponda del dannunzianesimo incipiente come in certi reagenti propri anche al nuovo stile tra noi inaugurato dal Corazzini. Ma il simbolismo lasciò fredda, invece e in sostanza assente da un incontro di positivi innesti, l'ispirazione, antica, di questo aggiornato e onesto ma limitato, e limitante i suoi non pochi e minimi seguaci allora, discepolo fedele del primo vate nazionale dell'Italia post-unitaria e la cui varietà poetica restò sempre un accordo dei sensi con le linee maestre di una tradizione che, dall'Arcadia, si prolunga appunto sino al Carducci.
Dal 1891 al 1896 è stato direttore della Pinacoteca di Bologna.
Nel 1893 figura tra i soci fondatori dell'Associazione artistica bolognese Francesco Francia.
Dal 1895 al 1904 fu professore ordinario di estetica e storia dell'arte presso l'Università di Bologna.
Fu anche critico musicale prediligendo, fra tutte, le opere di Wagner e di Verdi e, applaudito oratore, tenne conferenze sui più svariati argomenti.
Nel 1904 scomparso, dopo un ricovero all'Istituto Ortopedico Rizzoli, nel 1912 gli fu eretto un monumento commemorativo, opera di Enrico Barberi, suo collega presso l'Accademia di belle arti di Bologna. Vennero le sue spoglie sepolte alla Certosa di Bologna, Campo Carducci - lato ovest, sarcofago 12.
Nipote d'Enrico Panzacchi, Emilia Putti era madre della scrittrice Vittoria Maria Angelica Guerrini, più nota col nome d'arte di Cristina Campo.

## Poesie
La produzione poetica del Panzacchi è caratterizzata dalla grande varietà tematica: vi si trovano rievocazioni storiche il cui modello è il Carducci, liriche funerarie, contemplazioni della natura e vagheggiamenti amorosi. A renderlo celebre furono tuttavia le sue romanze (prima stampate nel Piccolo romanziere e poi incluse nei Lyrica) caratterizzate da versi eleganti e melodiosi tanto che furono lodate dallo stesso Carducci e musicate da celebri compositori del tempo. Una scelta delle sue liriche, postuma, fu prefata da Giovanni Pascoli (Rime, Bologna, Zanichelli, 1908).
Fra le sue poesie più celebri, merita segnalare Meriggio, notevole per il suo squisito sentimento naturale su cui agiscono modelli letterari che vanno da Metastasio a Carducci.

## Opere
- Piccolo Romanziere, Milano, Ricordi, 1872
- Funeralia, Bologna, Zanichelli, 1873 (dedicati alla memoria della sorella Margherita)[10]
- Lyrica, Bologna, Zanichelli, 1877 (prima edizione; seconda edizione: 1878; terza edizione: 1882)
- Teste quadre, Bologna, Zanichelli, 1881
- Racconti incredibili e credibili, Roma, Perino, 1885
- Cor sincerum, Milano, Treves, 1902

Opere commentate:
- E. Panzacchi, Racconti, a c. di V. Giannantonio, Chieti, Vecchio Faggio, 1993
- E. Panzacchi, Lyrica, ed. critica con commento di C. Mariotti, Roma, Salerno editrice, 2008

## Riconoscimenti e omaggi
Un monumento ad opera di Enrico Barberi e collocato a piazza di Porta Castiglione a Bologna è dedicato a Enrico Panzacchi.
Panzacchi è il personaggio letterario su cui il protagonista de Il giardino dei Finzi-Contini scrive la tesi di laurea.